# Елань-Яр
Елань-Яр (сибирскотат. 
Яланъяр) — деревня в Вагайском районе Тюменской области России. Входит в состав Дубровинского сельского поселения.

## География
Деревня находится на берегу реки Иртыш.

### Часовой пояс
Деревня Елань-Яр, как и вся Тюменская область, находится в часовой зоне МСК+2. Смещение применяемого времени относительно UTC составляет +5:00.

## Население
| 2010 |
| ---- |
| 25   |

## Улицы
В деревне имеется одна улица — Еланьярская.